# Borelli's dwergcichlide
De Borelli's dwergcichlide (Apistogramma borellii) is een cichlide die oorspronkelijk in het stroomgebied van de Paraguay (rivier) en benedenstrooms van de Paraná (rivier) in Argentinië voorkomt.
Het is een kleine vis, de maximumlengte volgens FishBase bedraagt 3,9 cm. De vrouwtjes van de Borelli's dwergcichlide blijven kleiner dan de mannetjes en zijn veel minder kleurrijk. Het mannetje heeft een gele borstkas en een groen/blauw lijf. Bij de vrouwtjes zijn deze kleuren minder fel. Daarnaast hebben de borstvinnen van de mannetjes verlengde vinstralen.

De vis is populair bij aquariumhouders, hoewel het houden van dwergcichliden wel enige ervaring vergt omdat dwergcichliden uit het geslacht Apistogramma bepaalde eisen stellen aan de pH, de hardheid en de temperatuur van het water.